# Суперкубок Украины по футболу среди любителей

Суперку́бок Украи́ны по футбо́лу среди любителей — турнир, который проводился Ассоциацией любительского футбола Украины. В нём принимали участие два любительских клуба: обладатель Кубка Украины и чемпион предыдущего сезона.
Разыгрывался лишь дважды — в 2000 (трофей был разыгран в двухматчевом противостоянии) и 2011 году (одноматчевый финал на нейтральном поле).

## Результаты
| Сезон | Место проведения                                                                            | Победитель                                                 | Счёт          | Финалист                                               |
| ----- | ------------------------------------------------------------------------------------------- | ---------------------------------------------------------- | ------------- | ------------------------------------------------------ |
| 2000  | 16 и 23 апреля 2000 года Украинск — стадион шахты «Украина» и Овидиополь — стадион «Днестр» | Шахта-Украина (Украинск) Обладатель Кубка Украины 1999     | 2 : 0 и 2 : 4 | Днестр (Овидиополь) Победитель Чемпионата Украины 1999 |
| 2011  | 26 ноября 2011 года 13:00 Киев — «УТК им. Банникова»                                        | Новая жизнь (Андреевка) Победитель Чемпионата Украины 2011 | 1 : 0         | ФК «Буча» (Буча) Обладатель Кубка Украины 2011         |